# Ringgenberg
Ringgenberg (toponimo tedesco) è un comune svizzero di 2 663 abitanti del Canton Berna, nella regione dell'Oberland (circondario di Interlaken-Oberhasli).

## Geografia fisica
Ringgenberg si affaccia sul Lago di Brienz.

## Storia
Nel 1850 ha inglobato il comune soppresso di Goldswil.

## Monumenti e luoghi d'interesse

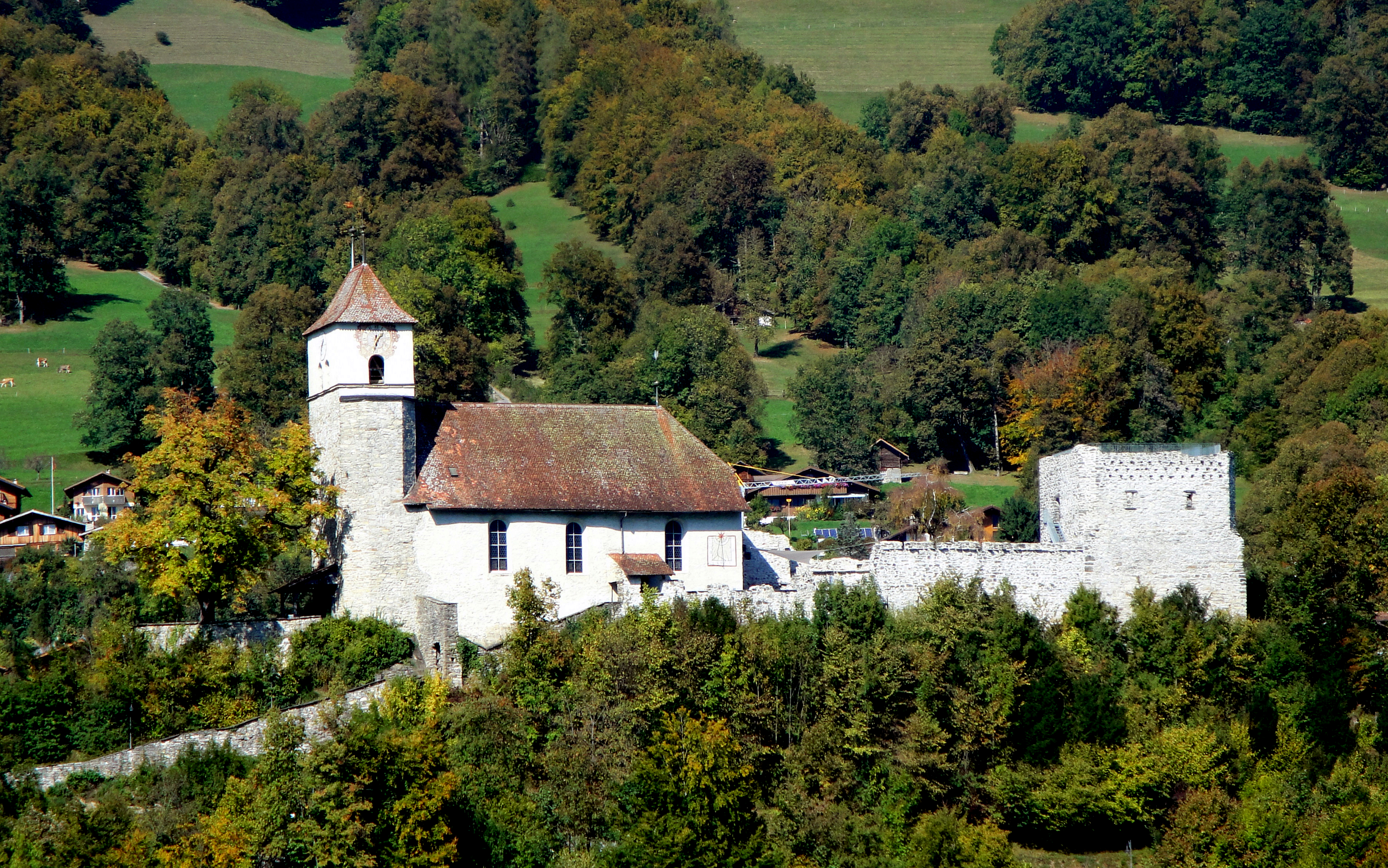
La chiesa riformata e le rovine del castello di Ringgenberg

- Chiesa riformata, eretta nel 1670-1671[1];
- Rovine del castello di Ringgenberg, eretto nel XII secolo[1].

## Società

### Evoluzione demografica
L'evoluzione demografica è riportata nella seguente tabella:
Abitanti censiti

## Infrastrutture e trasporti

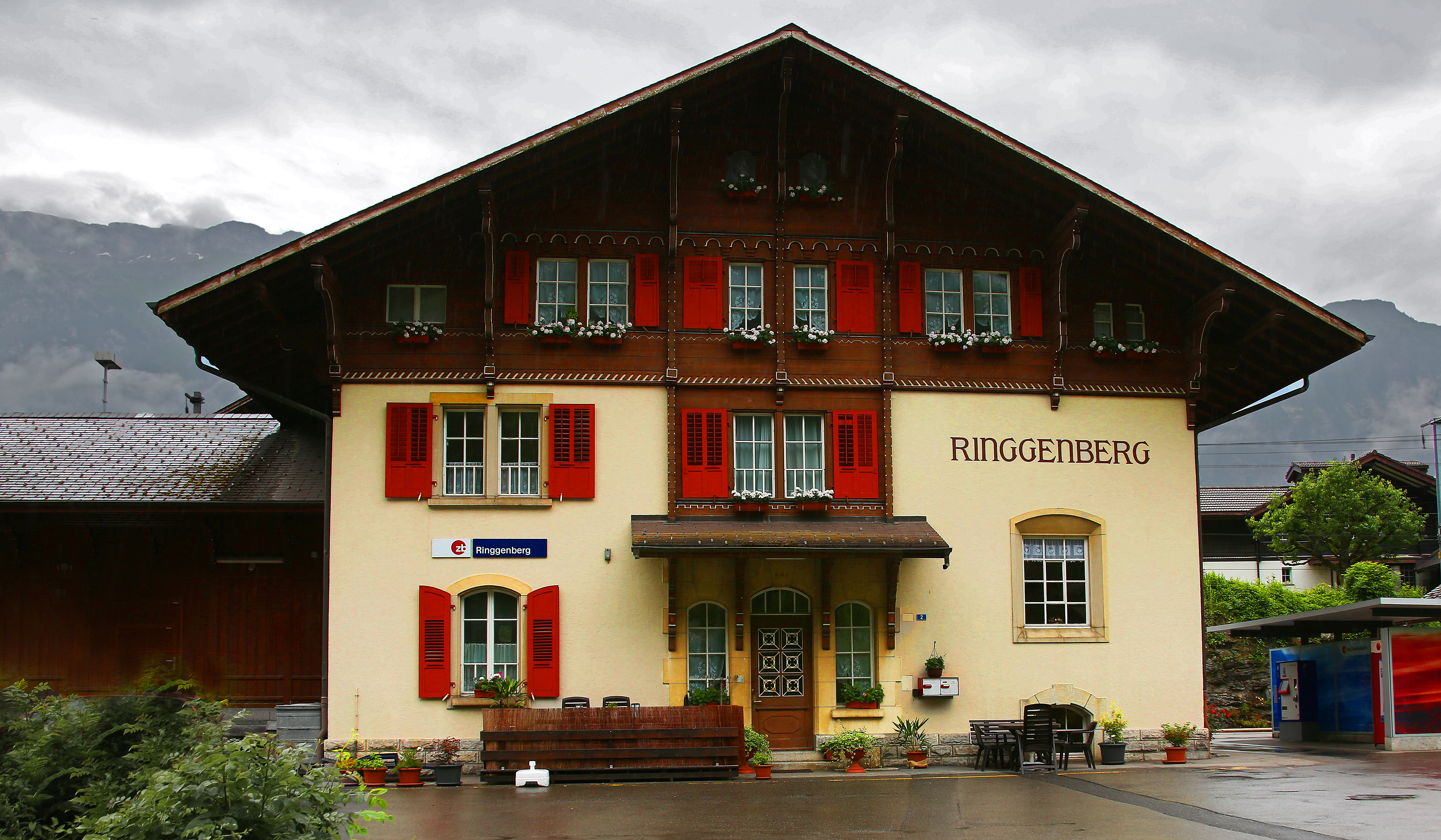
La stazione di Ringgenberg

Ringgenberg è servito dall'omonima stazione sulla ferrovia del Brünig.

## Amministrazione
Ogni famiglia originaria del luogo fa parte del cosiddetto comune patriziale e ha la responsabilità della manutenzione di ogni bene ricadente all'interno dei confini del comune.